# Etelis oculatus
Etelis oculatus és una espècie de peix de la família dels lutjànids i de l'ordre dels perciformes present des de Bermuda i Carolina del Nord (Estats Units) fins al Brasil, incloent-hi el Golf de Mèxic i el Carib. És abundant a les Bahames i les Antilles.
És un peix marí i d'aigües profundes que viu entre 100-450 m de fondària. Els mascles poden assolir 100 cm de longitud total. Menja principalment peixets i calamars. La seua carn és de bona qualitat i es comercialitza fresc, tot i que, de vegades, també se'n veu de congelat.